# Smithland (Kentucky)
Pour les articles homonymes, voir Smithland.
La ville de Smithland est le siège du comté de Livingston, dans l'État du Kentucky, aux États-Unis à la confluence de l'Ohio et du Cumberland. Elle comptait 401 habitants lors du recensement de 2000.

## Source
- (en) Cet article est partiellement ou en totalité issu de l’article de Wikipédia en anglais intitulé « Smithland, Kentucky » (voir la liste des auteurs).